# À la musique
Pour l’article homonyme, voir À la musique (Chabrier).

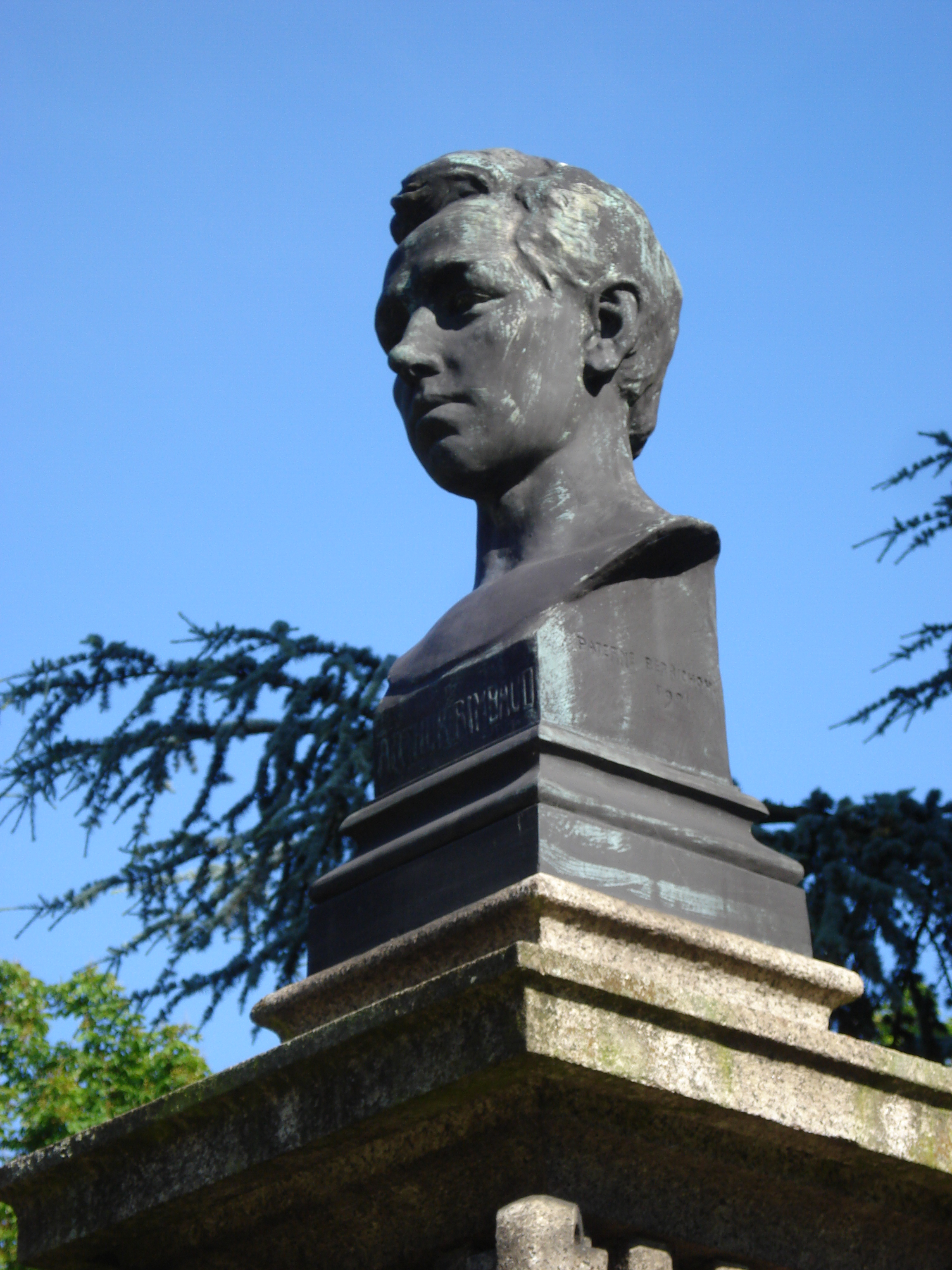
Buste d'Arthur Rimbaud, Place de la Gare, Charleville-Mézières.

À la musique est un poème d'Arthur Rimbaud écrit en 1870. Il est le dixième poème du premier Cahier de Douai, aussi appelé « recueil Demeny » puisqu'il a été remis à Paul Demeny en septembre 1870.
À la musique a été publié pour la première fois dans Reliquaire, poésies, L. Genonceaux, 1891, recueil aujourd'hui trouvable sur la bibliothèque numérique de la Bibliothèque nationale de France, puis dans le recueil posthume Poésies, édité par Léon Vanier la même année. Ce dernier est préfacé par Paul Verlaine.

## Description
Ce poème est constitué de neuf quatrains — soit un total de trente-six vers — en alexandrin avec deux schémas de rimes différents : embrassées pour la première strophe et croisées pour le reste du texte.
Le paratexte en haut à droite indique « Place de la Gare, à Charleville. ».

« Sur la place taillée en mesquines pelouses,

Square où tout est correct, les arbres et les fleurs,

Tous les bourgeois poussifs qu’étranglent les chaleurs

Portent, les jeudis soirs, leurs bêtises jalouses

– L’orchestre militaire, au milieu du jardin,

Balance ses schakos dans la Valse des fifres :

– Autour, aux premiers rangs, parade le gandin ;

Le notaire pend à ses breloques à chiffres

Des rentiers à lorgnons soulignent tous les couacs :

Les gros bureaux bouffis traînent leurs grosses dames

Auprès desquelles vont, officieux cornacs,

Celles dont les volants ont des airs de réclames ;

Sur les bancs verts, des clubs d’épiciers retraités

Qui tisonnent le sable avec leur canne à pomme,

Fort sérieusement discutent les traités,

Puis prisent en argent, et reprennent : « En somme !... »

Épatant sur son banc les rondeurs de ses reins,

Un bourgeois à boutons clairs, bedaine flamande,

Savoure son onnaing d’où le tabac par brins

Déborde - vous savez c’est de la contrebande -

Le long des gazons verts ricanent les voyous (...) »

(Extrait du recueil Demeny)

## Conservation
Le manuscrit autographe, non daté, est conservé à la British Library.
Un autre autographe a été remis par Rimbaud à Georges Izambard, son professeur de rhétorique et ami. Après être passé entre diverses mains, il a été préempté lors d'une vente aux enchères. Il est conservé à la bibliothèque municipale de Charleville-Mézières.

## Interprétation
Ce poème a été mis en musique par plusieurs artistes :
- Kirjuhel, Poètes & Chansons (édition Arthur Rimbaud), 2003.
- Raphaël Didjaman et Dominique Pinon, Didjaman et ses amis saluent Arthur Rimbaud, vol.1, 2008.
- Jean-Marc Versini, Arthur Rimbaud chanté, 2004.